# Fersmite
La fersmite è un minerale appartenente al gruppo dell'euxenite.